# Pia Imbs
 (septembre 2024).
 (novembre 2020).
Pia Imbs, née le 14 mars 1960 à Strasbourg (Bas-Rhin), est une économiste et femme politique française.
Maire de Holtzheim depuis 2014, elle est élue présidente de l’Eurométropole de Strasbourg en juillet 2020.

## Biographie
Née à Strasbourg, Pia Imbs, dont le père est agriculteur dans le village alsacien limitrophe de Holtzheim, duquel elle est maire aujourd'hui, y grandit et y vit toujours. Elle a un compagnon et le couple a deux filles.

## Études
Diplômée d’une licence en Sciences économiques de l’Université Louis Pasteur de Strasbourg, d’une maîtrise et d’un diplôme d’Etudes Approfondies (DEA) en Sciences économiques de l'Université Paris I, Pia Imbs poursuit ses études jusqu’à l’obtention en 1986 d’un doctorat dans le même domaine.

## Carrière professionnelle
Cette section est promotionnelle ou publicitaire (septembre 2024). Considérez son contenu avec précaution et/ou discutez-en.
Docteure en sciences économiques, maître de conférences en sciences de gestion, habilitée à diriger des recherches à l'École de Management de Strasbourg, elle commence sa carrière en tant que doyenne de la faculté d’économie et de gestion d’Amiens à 27 ans.
Au début des années 1990, elle dirige le département d’économie et de gestion à l’ESIEE (École Supérieure d’Ingénieurs en Électronique et en Électrotechnique) de la chambre de commerce et d’industrie de Paris à Marne-la-Vallée, où elle créé des programmes de formation continue.
Elle revient ensuite à Strasbourg comme directrice des relations extérieures à l’IECS (École Supérieure de Commerce de Strasbourg), en convention avec la chambre de commerce et d’industrie de Strasbourg et du Bas-Rhin puis comme directrice de l’IAE (Institut d’administration des entreprises) de Strasbourg durant dix ans au cours desquels elle innove en la matière en créant notamment des formations initiales, en apprentissage et continues qui répondent à la fois aux aspirations des étudiants et aux besoins du monde de l’entreprise. Elle y développe également des coopérations à l’international et des formations continues délocalisées. Elle est par la suite directrice déléguée du programme Executive Education à l’Ecole de Management de Strasbourg (issu de la fusion entre l'IAE de Strasbourg et l'IECS), et responsable du master ressources humaines en apprentissage, de la chaire développement durable et du MBA développement durable et responsabilité sociale des organisations,. Elle dispense des cours et supervise des thèses de doctorat.
Animatrice du Grenelle de l’environnement en Alsace, elle crée et anime aussi un laboratoire d'idées consacré aux questions du développement durable.

## Engagement politique
Cette section est promotionnelle ou publicitaire (septembre 2024). Considérez son contenu avec précaution et/ou discutez-en.
À l’origine de son engagement politique, on retrouve une initiative citoyenne : en 2012, elle lance une pétition contre un projet d’urbanisation porté par son prédécesseur à la mairie de Holtzheim, André Stoeffler. Deux ans plus tard, pour les élections municipales, elle monte une liste afin de briguer la marie, elle l’emporte avec 65,02% des voix exprimées.
Durant le mandat 2014-2020, elle est conseillère déléguée au sein de l’Eurométropole sur les sujets des risques industriels et présidente du groupe « Pour une Eurométropole Équilibrée », qui vise à accroitre la coopération intra-territoriale dans le but de garantir un développement équilibré du territoire. Son groupe s’est érigé contre la bétonisation des communes ainsi que le nombre insuffisant de liaisons en transports publics des communes en deuxième couronne de Strasbourg.
Seule candidate à la municipalité, Pia Imbs est réélue maire de Holtzheim en mars 2020. Elle est ensuite élue présidente de l’Eurométropole et de ses 33 communes en juillet 2020 à 59 voix contre 36 en mettant en avant un projet pour le territoire et non des logiques partisanes[non neutre],.
Elle rassemble les maires autour d’un projet eurométropolitain partagé, écologique, solidaire et démocratique dont l’ambition est d’ouvrir une nouvelle perspective pour les mobilités, relever le défi climatique, soutenir le développement d’une économie locale durable créatrice d’emplois et renforcer sa proximité entre les élus et les habitants. Pour sa gouvernance à l’Eurométropole de Strasbourg, elle est entourée de deux présidentes déléguées : Jeanne Barseghian, maire de Strasbourg et Danielle Dambach, maire de Schiltigheim.
Maire et présidente de l’Eurométropole sans étiquette politique, Pia Imbs œuvre à son niveau à faire vivre la langue et la culture régionale. Elle défend l’idée selon laquelle rappeler son histoire et cultiver la langue et les valeurs régionales ne constitue aucunement un repli sur soi mais est au contraire une véritable richesse. Elle est également présidente du SCOTERS, Schéma de Cohérence Territoriale de la Région de Strasbourg.
Pia Imbs, présidente de l’Eurométropole de Strasbourg, a été installée par le décret du 30 avril 2024 « portant nomination au conseil d’administration de l’Agence pour le Financement des Infrastructures de Transport de France (AFIT) » en tant qu'administratrice de l'AFIT. Elle siège aux côtés de François Durovray, président du Conseil départemental de l’Essonne, Michel Neugnot, vice-président de la région Bourgogne-Franche-Comté (3 élus locaux membres du CA) et de Franck Leroy, Président de la région Grand Est, en tant que personnalité qualifiée, proposé par le Président de la République à la présidence de l’AFIT.
Pia Imbs réagit en ces termes : « Devenir administratrice de l’AFIT qui gère un budget de plus de 5 milliards d’euros pour financer les grandes infrastructures de transport en France, essentiellement validées à travers les Contrats de plan État-Région est une grande fierté et une responsabilité que je prends avec détermination, pragmatisme et souhait de neutralité dans les choix qui m’incomberont. Plus que ma personne, c’est l’expertise de Strasbourg en matière de déploiement d’infrastructures de transport qui est ici mise en exergue et le sens du partenariat qui nous a permis de déployer une politique ambitieuse (REME, Tramway, développement du port autonome de Strasbourg, logistique urbaine, Pôles d’Échanges multimodaux, voies de covoiturage, Plan vélo, etc.) ».[citation nécessaire]

## Distinctions
- Officier des Palmes académiques en 2004
- Chevalier de la Légion d’honneur en 2018[9].